# Microhierax
Microhierax é um género de ave de rapina da família Falconidae. 
Este género contém as seguintes espécies:
- Falconete de colar, Microhierax caerulescens [1]
- Falconete bicolor, Microhierax erythrogenys [2]
- Falconete de fronte branca, Microhierax latifrons [3]
- Falconete alvinegro, Microhierax melanoleucos [4]
- Falconete de coxas pretas, Microhierax fringillarius [5]

[1] http://avibase.bsc-eoc.org/species.jsp?lang=PT&avibaseid=A4452EC1E3C015D4
[2] http://avibase.bsc-eoc.org/species.jsp?lang=PT&avibaseid=31620C575B36F6DE
[3] http://avibase.bsc-eoc.org/species.jsp?avibaseid=C538C440DE7FF9E7
[4] http://avibase.bsc-eoc.org/species.jsp?lang=PT&avibaseid=767A595EA44683EA
[5] http://avibase.bsc-eoc.org/species.jsp?lang=PT&avibaseid=1C041C1A2FA6EE81